# Марин, Константин

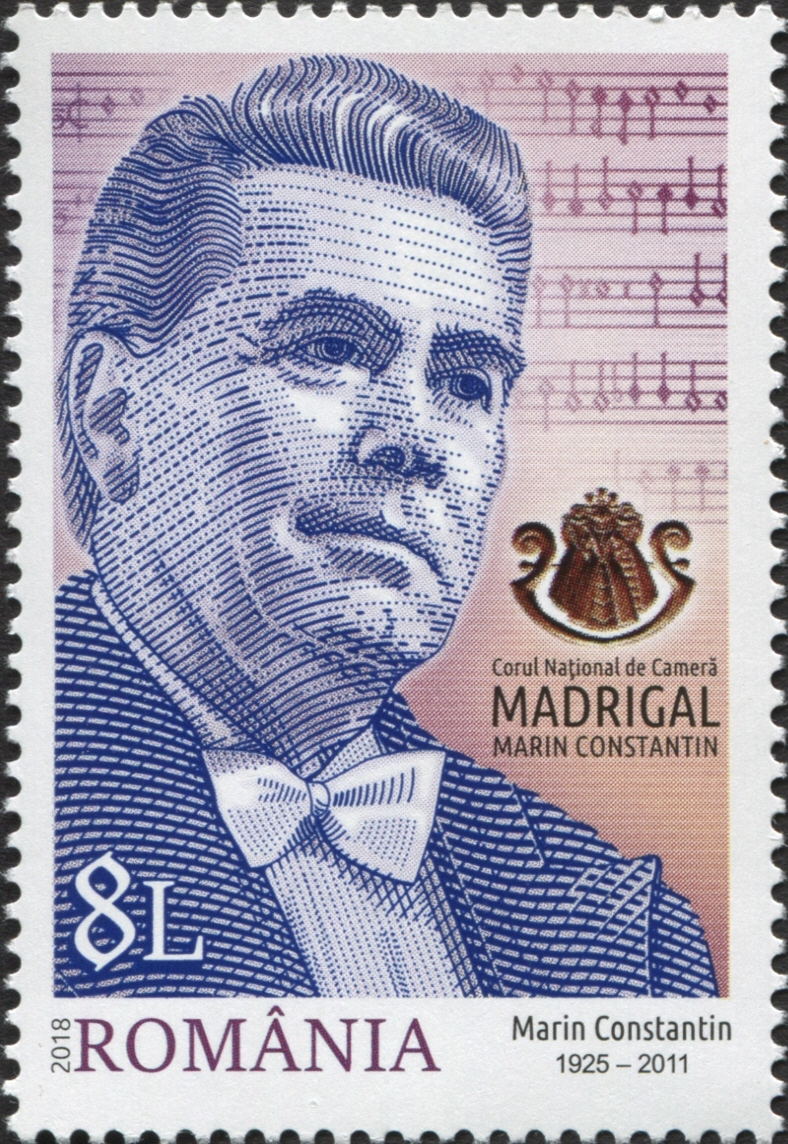
Почтовая марка Румынии, 2018 г.

Константин Марин (рум. Marin Constantin; 27 февраля 1925, с. Урлета, жудец Прахова — 1 января 2011, Бухарест) — румынский композитор и дирижёр, театральный деятель. Доктор музыковедения (1985). Основатель и руководитель знаменитого румынского камерного хора «Мадригал» (1963—2011). Член ЦК Румынской КП

## Биография
В 1949 году окончил Бухарестский музыкальный университет. Одновременно, изучал педагогику и психологию на философском факультете Бухарестского университета.
Член Румынской коммунистической партии.
Знаток музыки Ренессанса, барокко, григорианского пения и традиционной румынской музыки.
В 1963 году основал свой знаменитый хор «Мадригал» и с тех пор был его дирижёром и руководителем. Под управлением Марина Константина хор дал более 3,5 тыс. концертов во всём мире. C хором «Мадригал» участвовал в создании более 35 художественных, документальных и телевизионных фильмах как в Румынии, так и в других странах.
В 1966—1969 годах руководил Румынским театром оперы и балета. Пропагандист современной румынской музыки.
В 1992 году стал послом доброй воли ЮНЕСКО. В 1994 году — доктор Honoris Causa Музыкальной академии в Клуж-Напоке.
Отец Иона Марина, австрийского дирижёра.
Автор патриотических, детских и смешанных хоров.

## Награды
- Орденом Звезды Румынии 3 степени (1971)
- Орден «За верную службу» (2000)
- Премии Международных конкурсов Всемирных молодежных фестивалей (Бухарест-1953, Москва-1957, Вена-1959)
- Премия German Music Critics Award (Германия, 1971)
- «Il Sagitario d’Oro» (Италия, 1976)
- Почётный диплом и премия «Grand Due Adolf» (Люксембург, 1979)
- Специальная премия A.T.M (1983) за книгу «Искусство построения и интерпретации хора» (1983)
- звание «Человек года» (Omul Internațional al Anului, 1990, 1992, 1994),
- Доктор Honoris Causa" Музыкальной академии в Клуж-Напоке (1994)
- Патриарший крест Священного Синода Румынии (2000),
- Премия «Призвание художественного мастерства» Фонда Балкан и Европа (2006).